# Qernertunnguit
Qernertunnguit er et kvarter i Nuuk, Grønlands hovedstad. Kvarteret hører sammen med Quassussuup Tungaa og ligger i den nordvestlige del af byen, ud mod Godthåbsfjorden.

## Transport
Nuup Bussiis linje 3 forbinder kvarteret med Nuuk Centrum.
64°11′20″N 51°43′30″V / 64.18889°N 51.72500°V

## References
- Wikimedia Commons har flere filer relateret til Qernertunnguit

1. ↑  "Lokalplaner og kommuneplantillæg for Nuuk". Sermersooq Kommunes hjemmeside. Arkiveret fra originalen 21. juli 2011. Hentet 1. juli 2010.
2. ↑  "Køreplan". Nuup Bussii. Arkiveret fra originalen 21. marts 2012. Hentet 11. juli 2010.